# University of Hawaii
University of Hawaii er et Amerikansk universitet beliggende i delstaten Hawaii. Det blev etableret i 1908 og har cirka 50.000 studerende. 
Universitetet står blandt andet bag Mauna Kea Observatoriet på øen Hawaii (The big Island). 